# Sân vận động Lịch sử Crew
Sân vận động Lịch sử Crew (tiếng Anh: Historic Crew Stadium), trước đây được gọi là Sân vận động Columbus Crew và Sân vận động Mapfre, là một sân vận động dành riêng cho bóng đá ở Columbus, Ohio, Hoa Kỳ. Sân chủ yếu đóng vai trò là sân nhà của Columbus Crew SC của Major League Soccer. Sân vận động Mapfre cũng là địa điểm của một loạt các sự kiện bổ sung về bóng đá nghiệp dư và chuyên nghiệp, bóng bầu dục Mỹ, bóng vợt và rugby, và là địa điểm thường xuyên cho các buổi hòa nhạc ngoài trời do sân khấu cố định ở khu vực cuối phía bắc.
Được xây dựng vào năm 1999, đây là sân vận động dành riêng cho bóng đá đầu tiên được xây dựng bởi một đội bóng thuộc giải Major League Soccer, bắt đầu một xu hướng quan trọng trong việc xây dựng sân vận động MLS. Sân vận động được đặt tên theo Bảo hiểm Mapfre có trụ sở tại Madrid sau khi công ty ký thỏa thuận tài trợ được công bố vào ngày 3 tháng 3 năm 2015. Vào tháng 12 năm 2020, thỏa thuận hết hạn và Crew đã đổi tên sân vận động. Sức chứa được công bố là 19.968 người. Vào năm 2015, Sân vận động MAPFRE và Giám đốc Sân vận động Weston Appelfeller, CSFM, đã được vinh danh với giải thưởng Sân cỏ của năm do Hiệp hội các nhà quản lý sân cỏ thể thao (STMA) trao cho bộ phận bóng đá chuyên nghiệp.